# Parafia Świętej Trójcy w Warszawie (prawosławna)
Parafia Świętej Trójcy – parafia prawosławna w Warszawie, w dekanacie Warszawa diecezji warszawsko-bielskiej.
Na terenie parafii funkcjonuje 1 cerkiew:
- cerkiew Świętej Trójcy w Warszawie – parafialna

Administratorem parafii jest ks. Anatol Szydłowski.